# Steven Lisberger
Steven M. Lisberger é um diretor, roteirista e produtor de cinema americano.
Nascido na Cidade de Nova York, e criado na Filadélfia, ele é mais conhecido por dirigir o filme Tron, de 1982. Seu filme Hot Pursuit é um dos primeiros trabalhos de Ben Stiller. Seu estúdio original de animação Lisberger Studios começou em Boston, Massachusetts e depois se mudou para Venice Beach em Los Angeles, Califórnia, na década de 1970.

## Filmografia
- Cosmic Cartoon (1997), co-diretor, diretor de arte e animador
- Animalympics (1980), diretor, produtor e roteirista
- Tron (1982), diretor, roteirista e efeitos visuais
- Hot Pursuit (1987), diretor
- Slipstream (1989), diretor
- Tron: Legacy (2010), produtor e roteirista